# Windward Islands Airways
Windward Islands Airways – linia lotnicza z siedzibą w Sint Maarten. Została założona w 1961. Głównym węzłem jest port lotniczy Princess Juliana.